# Friedrich Doldinger
Friedrich Leopold Doldinger (* 2. Dezember 1897 in Radolfzell am Bodensee; † 2. September 1973 in Freiburg im Breisgau) war ein deutscher Anthroposoph, Pfarrer der Christengemeinschaft, Komponist und Schriftsteller.

## Leben
Friedrich Doldinger wuchs mit zwei älteren Brüdern als Sohn eines Postbeamten in Radolfzell am Bodensee auf. Er sagte sich mit 14 Jahren vom Katholizismus los. Durch einen Lungenriss und einen Turnunfall war seine Konstitution von Kindheit an geschwächt. Der Vater wurde nach Freiburg im Breisgau versetzt, wo Friedrich das Realgymnasium besuchte. Er war Klassenprimus, las viel und liebte die germanischen Götter- und Heldensagen. Schon mit 16 Jahren lernte er die Anthroposophie kennen und hörte Rudolf Steiner in einem Vortrag in Stuttgart, der ihm aber nicht zusagte.
Im Sommer 1916 legte er ein externes Abitur ab, auf das er sich ohne Schule vorbereitet hatte, und begann in Freiburg zu studieren. Seine Interessen waren breitgefächert: Experimentalphysik, Literatur, Philosophie, Musikwissenschaft. 1921 schloss er sein Studium mit einer Doktorarbeit über Friedrich Heinrich Jacobi ab, die von Edmund Husserl anerkannt wurde.
Während eines Krankenaufenthalts in München lernte er namhafte Anthroposophen wie Albert Steffen, Ernst Uehli, Otto Graf von Lerchenfeld und Michael Bauer kennen. Im Herbst 1920 nahm er am ersten Anthroposophischen Hochschulkurs zur Eröffnung des ersten Goetheanum-Baus in Dornach zusammen mit seiner späteren Frau Johanna teil.
Im Sommer 1921 suchte ihn ein Student aus Tübingen, Tom Kändler, in Freiburg auf: Rudolf Steiner habe auf ihn verwiesen und vorgeschlagen, ihn zum zweiten Theologenkurs im Herbst nach Dornach einzuladen. Diesem Ruf folgte Friedrich Doldinger und stieß so zum Gründerkreis der Christengemeinschaft. Am 16. September 1922 erhielt er die Priesterweihe durch Friedrich Rittelmeyer und wurde von ihm zu einem der drei ersten „Lenker“ bestellt.
1927 besuchte er in Paris den greisen Édouard Schuré und anschließend dessen Sommerhaus im elsässischen Barr am Fuße des Odilienbergs.
In den beiden Weltkriegen musste er wegen seiner stets kränkelnden Konstitution nicht einrücken. In der Zeit des Verbotes der Christengemeinschaft studierte er Komposition bei Julius Weismann, hatte eine Menge Klavierschüler und erarbeitete sein wohl bekanntestes Buch, das über Mozart (Erstdruck 1943).
Von Doldinger stammte der Titel „Christus aller Erde“ für die erste Schriftenreihe der Christengemeinschaft (am Ende mit 39 Bänden). Er hat etwa 16 Dramen und Spiele, 15 Gedicht-, Spruch- und Prosasammlungen, vier Biografien und zahlreiche religiöse Betrachtungen und Zeitschriftenaufsätze verfasst. Von seinen Malereien hat sein Kollege Siegfried Gussmann später viele Kunstpostkarten herausgebracht. Auch einige seiner Kompositionen wurden gedruckt.

## Werke

### Sachbücher
- Die Jugendentwicklung Friedrich Heinrich Jacobis bis zum Allwill Fragment (1775) in ihrer Beziehung zur Gesamtentwicklung, Phil. Diss. Freiburg im Breisgau 1921
- Brot und Wein, Verlag der Christengemeinschaft (Christus aller Erde 13), Stuttgart 1925
- Kaiser Julian, der Sonnenbekenner, Verlag der Christengemeinschaft (Christus aller Erde 23), Stuttgart 1926
  - veränderte Neuauflage: Freies Geistesleben, Stuttgart 1965 (3. A. 1987)
- Die christliche Familie, Verlag der Christengemeinschaft (Christus aller Erde 31), Stuttgart 1929
- Alter, Krankheit, Trennung, Tod, Verlag der Christengemeinschaft (Christus aller Erde 32), Stuttgart 1930
- Christus bei den Germanen. Erkenntnis – Hoffnung – Aufbruch, Verlag der Christengemeinschaft, Stuttgart 1933
- Alhambra. Joseph von Auffenbergs Pilgerfahrt zum Reich der Geister, Verlag der Christengemeinschaft (Christus aller Erde 36), Stuttgart 1934
- Frommsein mit den Wochentagen, Urachhaus, Stuttgart 1940
  - Neuausgabe als: Leben mit den Wochentagen, Urachhaus, Stuttgart 1972 (4. A. 1990)
- Mozart,Alemannen-Verlag Alber Jauss, Stuttgart 1943
  - Neuausgabe: Urachhaus, Stuttgart 1956 (als Goldmann-Taschenbuch: München 1990)
- Die ewige Stadt, Novalis, Freiburg im Breisgau 1946
  - Neuausgabe: Urachhaus, Stuttgart 1997, ISBN 3-8251-7164-7
- Goethe. Stufengänge und Überblicke, Oda, Köln 1960

### Literarische Werke
- Der weiße Stein. Dreizehn Bildgestalten, Michael Verlag (Christus aller Erde 9), München 1924
- Der Tisch. Ein Gespräch, eine Spruchsammlung und eine Legende, Verlag der Christengemeinschaft (Christus aller Erde 20), Stuttgart 1925
- Blimblemplästra. Humoresken, Verlag am Goetheanum, Dornach 1926
- Erda-Maria. Gedichte, Verlag der Christengemeinschaft, Stuttgart 1926
- Das verlorene Krönlein. Märchen, Orient-Occident-Verlag, Stuttgart 1927
- Der Vogel Gryff. Ein Spiel nach dem gleichnamigen Märchen der Gebrüder Grimm, Julius Umbach, Lörrach 1927
- Fim Fam u.s.w. Ein possenhaftes Geschwätzstück in 3 Aufzügen, Orient-Occident-Verlag, Stuttgart 1929
- Der Wolkendurchleuchter. Eine zeitgemässe Szenenfolge, Geering, Basel 1930
- Weisheit der Wolken. Gedanken und Gedichte vom Erleben des Wolkenreichs, Verlag der Christengemeinschaft (Christus aller Erde 33), Stuttgart 1931
  - Neuausgabe als: Ein lautloses Gleiten... Dichter im Gespräch mit den Wolken, Freies Geistesleben (Rosen-Bibliothek 18), Stuttgart 2003, ISBN 3-8251-7716-5
- Aussatz in Cluny. Ein Akt,Verlag der Christengemeinschaft, Stuttgart 1933
- Mitte des Lebens. Gedichte, Verlag der Christengemeinschaft, Stuttgart 1935
- Verwandlung der Plagen. Ein Spiel von Alter, Krankheit, Trennung, Tod, Verlag der Christengemeinschaft, Stuttgart 1935
- Abend und Morgen. Gedanken und dramatische Szenen von F. D., mit einer Auswahl deutscher Gedichte vom Barock bis zur Gegenwart, Urachhaus, Stuttgart 1936
- Das Opfer des Knaben. Erzählende Dichtung, Urachhaus, Stuttgart 1937
- Jemand kam. Drama in zwei Aufzügen und einem Vorspiel, Urachhaus, Stuttgart 1938
- Der Schwanenritter. Gedichte, Bremen 1949
- Weltenwacht. Erzählungen, Urachhaus, Stuttgart 1952
- Goldumglänzter im Feuer-Gefährt. Eine Auswahl aus den Gedichten, Urachhaus, Stuttgart 1957
- Advent. Gedichte, Selbstverlag, Salzburg 1958
- Frühling. Ein Gespräch, Selbstverlag, Salzburg 1958
- Sternen-Ritt. Sinnsprüche, Selbstverlag, Salzburg 1959
- Tinkepuhle. Erzählende Dichtung, Oda, Köln 1960
- Drei-König-Sprüche, Freiburg im Breisgau o. J.
- Die Zukunft wird geboren. Dramatisches Spiel in einem Aufzug, Freies Geistesleben, Stuttgart 1967
- Das Jahr der Seele. Gedichte, Gussmann, Freiburg im Breisgau 1967
- Mystische Kahnfahrt, Gussmann, Freiburg im Breisgau o. J.
- Die Insel der Verzeihenden. Dramatisches Spiel in drei Aufzügen, Urachhaus, Stuttgart 1969
- Das Asyl. Gedichte, Stuttgart 1970

### Kompositionen
- Die Himmel rühmen des Ewigen Ehre. Feiermusik, Zwei Bände (Textlieder/Instrumentalmusik), Bärenreiter, Kassel 1926
- Dreißig Chöre mit und ohne Begleitung, Freiburg im Breisgau 1961
- Instrumentalsätze, Freiburg im Breisgau 1964